# O Campeão (filme de 1931)
O Campeão  (em inglês The Champ) é um filme estadunidense de 1931, do gênero drama, dirigido por King Vidor e estrelado por Wallace Beery e Irene Rich. 
Foi um dos primeiros filmes do cinema ao retratar o mundo dos esportes, nesse caso o boxe.

## Elenco
- Wallace Beery .... Andy "Champ" Purcell
- Jackie Cooper .... Dink
- Irene Rich .... Linda
- Roscoe Ates .... Sponge
- Edward Brophy .... Tim
- Hale Hamilton .... Tony
- Jesse Scott .... Jonah
- Marcia Mae Jones .... Mary Lou

## Principais prêmios e indicações
Oscar 1932 (EUA)
- Venceu nas categorias de melhor ator (Wallace Beery) e melhor história original.
- Indicado nas categorias de melhor filme e melhor diretor.